# Sporting Étoile Club de Bastia 1981-1982
Questa voce raccoglie le informazioni riguardanti lo Sporting Étoile Club de Bastia nelle competizioni ufficiali della stagione 1981-1982.

## Maglie e sponsor
Lo sponsor tecnico per la stagione 1981-1982 è Puma, mentre lo sponsor ufficiale è Hitachi. Analogamente a quanto accaduto durante la stagione 1977-78, nelle gare europee lo sponsor viene sostituito dallo stemma della Corsica sormontato dalle iniziali della ragione sociale del club. Vengono inoltre introdotte altre due versioni della divisa, identiche a quella da trasferta ma caratterizzate da inserti di colore rosso e nero.
| Casa | Trasferta | Terza divisa | Quarta divisa |

## Organigramma societario
Area direttiva
- Presidente: Michel Sorbara

Area tecnica
- Direttore sportivo: Jules Accorsi
- Allenatore: Antoine Redin

## Rosa
Fonte:
| N. |                    | Ruolo | Calciatore                    |
| -- | ------------------ | ----- | ----------------------------- |
|    | Francia (bandiera) | P     | Pierrick Hiard                |
|    | Francia (bandiera) | P     | Pascal Olmeta                 |
|    | Francia (bandiera) | D     | Gérard Bacconnier             |
|    | Algeria (bandiera) | D     | Louardi Badjika               |
|    | Francia (bandiera) | D     | Jean-Louis Cazes              |
|    | Francia (bandiera) | D     | Gérard Fontana                |
|    | Francia (bandiera) | D     | César Nativi                  |
|    | Francia (bandiera) | D     | Charles Orlanducci (capitano) |
|    | Francia (bandiera) | D     | André Ottaviani               |
|    | Francia (bandiera) | D     | José Pastinelli               |
|    | Francia (bandiera) | D     | Patrick Vernet                |
|    | Francia (bandiera) | C     | Yves Ehrlacher                |

| N. |                     | Ruolo | Calciatore          |
| -- | ------------------- | ----- | ------------------- |
|    | Francia (bandiera)  | C     | Alain Fiard         |
|    | Francia (bandiera)  | C     | Simeï Ihily         |
|    | Francia (bandiera)  | C     | Michel Padovani     |
|    | Francia (bandiera)  | C     | Claude Papi         |
|    | Svizzera (bandiera) | C     | Raimondo Ponte      |
|    | Francia (bandiera)  | C     | Albert Tho          |
|    | Marocco (bandiera)  | A     | Rachid Ben Said     |
|    | Francia (bandiera)  | A     | Christian Bracconi  |
|    | Francia (bandiera)  | A     | Jean-Marie De Zerbi |
|    | Francia (bandiera)  | A     | Louis Marcialis     |
|    | Francia (bandiera)  | A     | Pascal Mariini      |
|    | Camerun (bandiera)  | A     | Roger Milla         |

## Risultati

### Coppa delle Coppe
| Kotka 16 settembre 1981 Sedicesimi di finale - Andata | KTP       | 0 – 0 referto | Bastia | Arto Tolsa Areena (4 107 spett.)\| Arbitro: \| Johansson \| |
| Arbitro:                                              | Johansson |               |        |                                                             |

| Arbitro: | Garrido |

|                                              |           |  |
| Cazes 25’ Ihily 30’, 51’ Ponte 49’ Milla 87’ | Marcatori |  |

| Arbitro: | Lamo Castillo |

|           |           |              |
| Milla 65’ | Marcatori | 56’ Gutsaevi |

| Arbitro: | Roth |

|                                     |           |           |
| Šengelija 15’, 74’ Sulakvelidze 60’ | Marcatori | 89’ Milla |

## Statistiche

### Statistiche dei giocatori
| Giocatore     | Division 1 | Division 1 | Division 1  | Division 1 | Coppa di Francia | Coppa di Francia | Coppa di Francia | Coppa di Francia | Coppa delle Coppe | Coppa delle Coppe | Coppa delle Coppe | Coppa delle Coppe | Totale   | Totale | Totale      | Totale     |
| Giocatore     | Presenze   | Reti       | Ammonizioni | Espulsioni | Presenze         | Reti             | Ammonizioni      | Espulsioni       | Presenze          | Reti              | Ammonizioni       | Espulsioni        | Presenze | Reti   | Ammonizioni | Espulsioni |
| ------------- | ---------- | ---------- | ----------- | ---------- | ---------------- | ---------------- | ---------------- | ---------------- | ----------------- | ----------------- | ----------------- | ----------------- | -------- | ------ | ----------- | ---------- |
| G. Bacconnier | 34         | 0          | 1           | 0          | 7                | 0                | 0                | 0                | 4                 | 0                 | 0                 | 0                 | 45       | 0      | 1           | 0          |
| L. Badjika    | 23         | 0          | 1           | 0          | 3                | 0                | 0                | 0                | 2                 | 0                 | 0                 | 0                 | 28       | 0      | 1           | 0          |
| R. Ben Said   | 1          | 0          | 0           | 0          | 0                | 0                | 0                | 0                | 0                 | 0                 | 0                 | 0                 | 1        | 0      | 0           | 0          |
| C. Bracconi   | 11         | 3          | 1           | 0          | 5                | 1                | 0                | 0                | 0                 | 0                 | 0                 | 0                 | 16       | 4      | 1           | 0          |
| J.L. Cazes    | 34         | 0          | 3           | 0          | 8                | 0                | 0                | 0                | 4                 | 1                 | 0                 | 0                 | 46       | 1      | 3           | 0          |
| J.M. De Zerbi | 5          | 0          | 0           | 0          | 3                | 0                | 0                | 0                | 0                 | 0                 | 0                 | 0                 | 8        | 0      | 0           | 0          |
| Y. Ehrlacher  | 34         | 3          | 5           | 0          | 3                | 1                | 0                | 0                | 3                 | 0                 | 0                 | 0                 | 40       | 4      | 5           | 0          |
| A. Fiard      | 34         | 1          | 2           | 0          | 8                | 0                | 0                | 0                | 4                 | 0                 | 0                 | 0                 | 46       | 1      | 2           | 0          |
| G. Fontana    | 4          | 0          | 0           | 0          | 0                | 0                | 0                | 0                | 1                 | 0                 | 0                 | 0                 | 5        | 0      | 0           | 0          |
| P. Hiard      | 38         | -65        | 1           | 0          | 8                | -7               | 0                | 0                | 4                 | -4                | 0                 | 0                 | 50       | -76    | 1           | 0          |
| S. Ihily      | 36         | 3          | 1           | 0          | 7                | 2                | 0                | 0                | 3                 | 0                 | 0                 | 0                 | 46       | 5      | 1           | 0          |
| L. Marcialis  | 28         | 5          | 0           | 0          | 8                | 5                | 0                | 0                | 2                 | 0                 | 0                 | 0                 | 38       | 10     | 0           | 0          |
| P. Mariini    | 33         | 6          | 1           | 0          | 6                | 1                | 0                | 0                | 4                 | 0                 | 0                 | 0                 | 43       | 7      | 1           | 0          |
| R. Milla      | 23         | 8          | 2           | 1          | 6                | 3                | 0                | 0                | 4                 | 3                 | 0                 | 0                 | 33       | 14     | 2           | 1          |
| C. Nativi     | 1          | 0          | 0           | 0          | 0                | 0                | 0                | 0                | 0                 | 0                 | 0                 | 0                 | 1        | 0      | 0           | 0          |
| C. Orlanducci | 33         | 1          | 3           | 1          | 6                | 0                | 0                | 0                | 3                 | 0                 | 0                 | 0                 | 42       | 1      | 3           | 1          |
| A. Ottaviani  | 1          | 0          | 0           | 0          | 0                | 0                | 0                | 0                | 0                 | 0                 | 0                 | 0                 | 1        | 0      | 0           | 0          |
| M. Padovani   | 1          | 0          | 0           | 0          | 0                | 0                | 0                | 0                | 0                 | 0                 | 0                 | 0                 | 1        | 0      | 0           | 0          |
| C. Papi       | 21         | 3          | 0           | 0          | 7                | 1                | 0                | 0                | 3                 | 0                 | 0                 | 0                 | 31       | 4      | 0           | 0          |
| J. Pastinelli | 30         | 0          | 0           | 0          | 3                | 0                | 0                | 0                | 2                 | 0                 | 0                 | 0                 | 35       | 0      | 0           | 0          |
| R. Ponte      | 29         | 3          | 1           | 0          | 1                | 0                | 0                | 0                | 3                 | 1                 | 0                 | 0                 | 33       | 4      | 1           | 0          |
| A. Tho        | 10         | 2          | 0           | 0          | 0                | 0                | 0                | 0                | 0                 | 0                 | 0                 | 0                 | 10       | 2      | 0           | 0          |
| P. Vernet     | 14         | 1          | 0           | 0          | 7                | 0                | 0                | 0                | 0                 | 0                 | 0                 | 0                 | 21       | 1      | 0           | 0          |